# ۳۹۵ (قمری)
۳۹۵ (قمری)، سیصد و نود و پنجمین سال در گاهشماری هجری قمری است. اول محرم این سال برابر با بیست و چهارم اکتبر سال ۱۰۰۴ میلادی است.